# 李彦仙
李彦仙（1095年—1130年），字少严，又名李孝忠，宁州彭原（今甘肃省庆阳）人，宋朝军事人物。

## 生平
靖康元年(1126年)，金军南下，郡县募兵勤王，遂率士应募，补承節郎（武階，第五十一階，從九品）。李綱宣抚两河，上书言纲不知兵，恐误国。书闻，下有司追捕，乃亡去，易名彦仙。以效用从河东军，谍金人还，复补校尉。建炎元年(1127年)，靖康之变后，李彦仙在陕州组织义军，于次年收复了陕州、安邑、正平、解州，高宗任命他为知陕州事兼安抚使，迁武節郎（武階，第三十八階，從七品）、閣門宣贊舍人（職，從七品）。建炎三年(1129年)，李彦仙抵御住了金將乌鲁撒拔和完颜娄室（娄宿）的猛烈进攻。当年冬天，娄宿和叛將折可求率军十万进攻陕州，围城数月，李彦仙坚守孤城。次年正月，陕州失陷，李彦仙突围出城，见金兵大肆屠掠，悲痛道：“金人所以甘心此城，以我坚守不下故也，我何面目复生乎？”遂投黄河而死，年三十六。金人害其家，惟弟李夔、李子毅得免。張浚承制赠彦仙彰武军节度使（階官，從二品），建庙商州，号忠烈。官其子，给宅一区，田五顷。紹興九年，宣抚使周聿请即陕州立庙，名义烈。后以商、陕与金人，徙其庙阆州。乾道八年，易谥忠威。

## 延伸阅读
[在维基数据编辑]
 《宋史·卷448》，出自脱脱《宋史》